# كواموالي
كواموالʻي أو كواموالي (ح. 1778–26 ماي 1824) كان آخر آلʻي مستقل (حاكم جزر بلغة هاواي) لجزيرة كاواي ونيهو قبل توحيد كاميهاميها الأول لمملكة هاواي في 1810. كان الحاكم الثالث والعشرين لجزيرة كاواي و دام حكمه من 1794 حتى 1810 و عرف في بعض كتب التاريخ باسم جورج كواموالʻي للتفريق بينه وبين ابنه.